# Ḩamzeh Reẕā
Ḩamzeh Reẕā (persiska: حَمزِه رِضا) är en ort i Iran.   Den ligger i provinsen Mazandaran, i den norra delen av landet, 130 km nordost om huvudstaden Teheran. Ḩamzeh Reẕā ligger 25 meter över havet och antalet invånare är 210.
Terrängen runt Ḩamzeh Reẕā är platt åt nordost, men åt sydväst är den kuperad. Runt Ḩamzeh Reẕā är det tätbefolkat, med 286 invånare per kvadratkilometer. Närmaste större samhälle är Babol, 17,4 km nordost om Ḩamzeh Reẕā. Trakten runt Ḩamzeh Reẕā består till största delen av jordbruksmark.